# Chinalack

Werkzeuge zur Gewinnung des Rohmaterials (Originalstücke im Kew Museum)

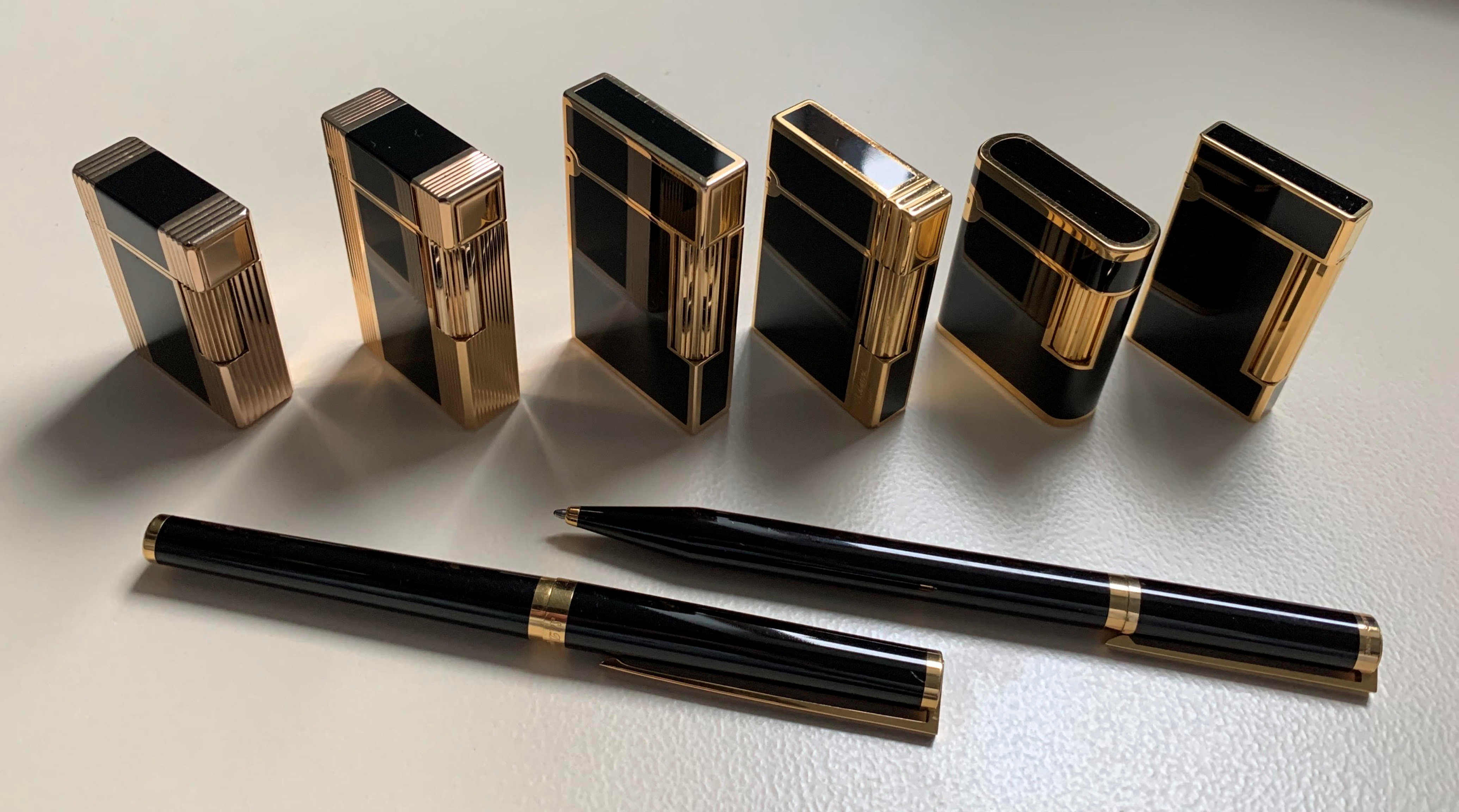
Luxus-Artikel mit Chinalack

Chinalack, auch als Rhuslack, Urushi-Lack oder Japanlack (jap. 生漆, Ki-urushi, wörtlich: „rohes Urushi“) bezeichnet, wird aus dem Wundsaft des Lackbaumes (Rhus verniciflua, auch Rhus vernicifera, jap. 漆の木, Urushi no Ki) als dickflüssiges und graugelbes Produkt gewonnen. Diese natürliche und giftige Lackart ist die Grundlage für die traditionelle chinesische und japanische Lackkunst.

## Herkunft
Der Lackbaum (Rhus verniciflua Stokes) kommt in China, Japan und Indien wild vor. Zum Zwecke seiner Nutzung wurde er in China und Japan (Honshū) kultiviert.

## Gewinnung der Rohsubstanz
Der Grundstoff für chinesischen Lack wird aus dem harzigen, grau-weiß milchigen Rindensekret des Lackbaums gewonnen. Dieser ist vorwiegend in den mittleren und südlichen Provinzen Anhui, Zhejiang, Fujian, Hubei, Sichuan und Guangxi anzutreffen.
Zur Lackgewinnung werden die Stämme des Baumes horizontal angeritzt. Die Bäume müssen idealerweise wenigstens 9 Jahre alt sein. Zum Ritzen bedienen sich die Urushi-shōkunin (Lackzapfer) einer sehr scharfen Ritzsichel (Kaki-gama). Zum Auskratzen wird ein löffelartiges Instrument (Natsu-bera) benutzt, mit dem sie den Rohlack in einen kleinen Eimer (Gō) oder ein kurzes Bambusrohr füllten. Die Hände schützen die Lackzapfer mit Fausthandschuhen (Te-bukuro).
Das Sekret verfärbt sich sehr bald nach Entnahme bräunlich und härtet dann in einem langwierigen Prozess aus. Die Qualität hängt einerseits vom Alter des Baums ab – ideal sind zehn bis fünfzehn Jahre –, aber auch von der Bodenbeschaffenheit, den Klimaverhältnissen, dem Erntemonat und der bei der Verarbeitung aufgewandten Sorgfalt.
In einem nächsten Schritt wird der Lacksaft mit Hanftüchern gefiltert und durch schonendes Erhitzen und Umrühren dehydriert und homogenisiert. Sodann erfolgt die Färbung mit Pigmenten. Die klassischen Lackfarben Rot und Schwarz erhielt man durch Beigabe von Zinnober bzw. Ruß – an dessen Stelle später teilweise Eisensulfatspäne traten. Erst im 19. Jahrhundert gelang die Herstellung von braunem (Eisenoxid), grünem (Mischung aus Indigo und Malachitpulver) sowie gelbem (Auripigment) Lack. Die genaue Tönung hing jedoch in starkem Maße von der Jahreszeit ab.

## Geschichte der japanischen Lackkunst
Japanische Lackarbeiten sind aus dem 3. Jahrhundert bekannt. Der Höhepunkt dieser Kunst liegt im 17. Jahrhundert. Nach Europa kamen die ersten konkreten Nachrichten durch Kaempfer (1712) und den Jesuitenpater Pierre Nicolas d’Incarville (1760).
Die Lackarbeiten wurden „Nuri-mono“ und „Urushi-saiku“ genannt.

## Eigenschaften
Der rohe Lack ist zunächst trüb, aber nach dem Aushärten durch Polymerisation klar und sehr hell bis dunkel bernsteinfarbig. Unter dem Einfluss des Enzyms Laccase trocknet der gewonnene Milchsaft zu einer zähen Masse ein. Vor der Verarbeitung durch den Lackierer muss der eingetrocknete Milchsaft des giftigen Lackbaums noch gereinigt und umgearbeitet werden. Die Technik wird Urushi genannt. Für die Anwendung mischt man dem Lack verschiedene Substanzen bei und erzielt auf diese Weise verschiedene Farbtöne. Dazu dienten Ruß, Eisenverbindungen, Bleiweiß, Indigo, Zinnober, Auripigment, Gold und Silber.
Der Lack weist nach dem Eintrocknen eine große Härte, geringe Sprödigkeit und keine Schrumpfungsrisse auf. Seine große Beständigkeit gegen übliche Flüssigkeiten (Wasser, Alkohol, Ether, Säuren, Salzlösungen) begründet seine Wertschätzung. Der trockene Lack ist wasserfest und wird von Säuren und Basen kaum angegriffen. Im frischen Zustand hat das Produkt eine helle graugelbliche Farbe. Beim Trocknen verändert sich der Farbton über Dunkelbraun zu Schwarz.

Chemische Hauptbestandteile sind so genannte Urushiole. Sie härten bei Temperaturen ab 30 °C aus und sind resistent bis ca. 100 °C. 

### Lackkrankheit
Bei Hautkontakt entstehen Rötungen der betroffenen Partien und in der Folge Bläschen mit Flüssigkeit. In schwereren Fällen zeigen zahlreiche Körperteile Schwellungen mit starkem Juckreiz. Zusätzlich treten Vereiterungen auf. Diese Erscheinungen werden Lackkrankheit (Urushi-Kaburé) genannt. Deshalb werden Handschuhe getragen und im Falle eines direkten Hautkontaktes die betroffenen Stellen sofort und intensiv gereinigt.